# 大拉河
大拉河，位于中国广西壮族自治区西北部，是西江红水河段右岸支流，上游也称砦牙河，发源于凤山县长洲乡郎里村南4千米的更拉坡，北流至巴岗古寨转东南流，于廷拥村转北流，经凤山县长洲乡和砦牙乡后进入东兰县（在东兰县境内又称巴英河），在巴畴乡巴英村转东南流，至板么村东南1.4千米处注入红水河。干流长57千米，平均比降5.33‰，流域面积663平方千米。